# Evangelische Kirche (Rinderbügen)

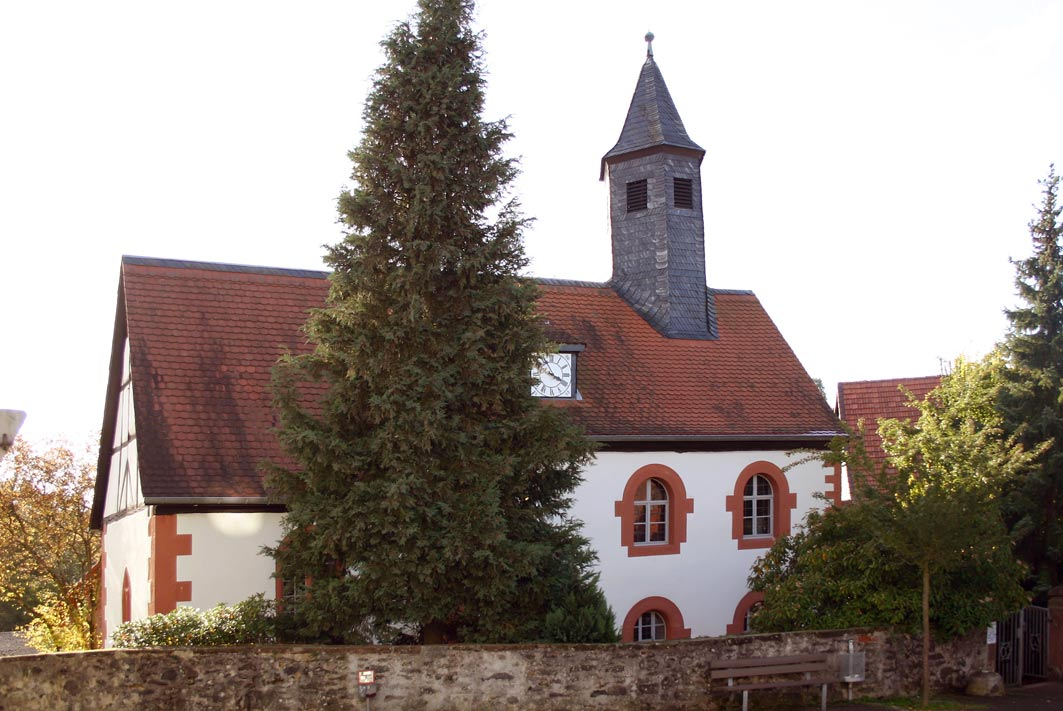
Evangelische Kirche (Rinderbügen)

Die Evangelische Kirche Rinderbügen ist ein denkmalgeschütztes Kirchengebäude, das in Rinderbügen steht, einem Stadtteil von Büdingen im Wetteraukreis in Hessen. Die Kirchengemeinde gehört zum Dekanat Büdinger Land in der Propstei Oberhessen der Evangelischen Kirche in Hessen und Nassau.

## Beschreibung
Die Saalkirche mit eingezogenem rechteckigem Chor wurde im 14. Jahrhundert errichtet. Der Giebel aus Holzfachwerk mit einer Firstsäule entstand im 15. Jahrhundert. 1523 wurde das Kirchenschiff erhöht und sein Satteldach mit einem sechseckigen, schiefergedeckten Dachreiter versehen, auf dem ein Zeltdach sitzt. In den Jahren 1910 und 1911 wurde an der Westseite ein Seitenschiff, das quer mit zwei parallelen Satteldächern bedeckt ist, sowie eine Sakristei mit eigenem Eingang unter dem Schleppdach des Chors angebaut. Die Orgel mit 7 Registern, einem Manual und einem Pedal wurde 1965 von Bernhard Schmidt im historischen Gehäuse, das Zinck zugeschrieben wird (vor 1736), gebaut.